# Ditellurure d'uranium
Le ditellurure d'uranium est un composé inorganique de formule UTe2, reconnu supraconducteur non conventionnel (en) en 2018.

## Supraconductivité
La supraconductivité du ditellurure d'uranium semble résulter de l'intéraction d'échange de triplets d'électrons. Le matériau agit comme un supraconducteur topologique, conduisant l'électricité de manière stable sans résistance même dans des champs magnétiques élevés. Grâce aux récentes techniques de croissance cristalline, une température de transition supraconductrice de 2,10 K a été atteinte en 2025.
Les ondes de densité de charge (en) (CDW) et les ondes de densité de paires (PDW),, ont été décrites dans le ditellurure d'uranium, première fois qu'elles sont décrites dans un supraconducteur à onde-p.